# Liomer
Liomer és un municipi francès situat al departament del Somme i a la regió dels Alts de França. L'any 2007 tenia 359 habitants.

## Demografia

### Població

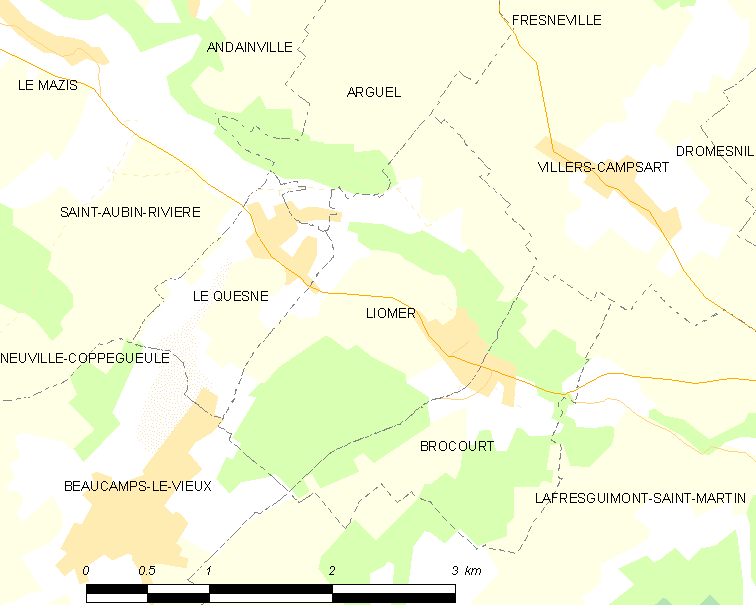
mapa del municipi

El 2007 la població de fet de Liomer era de 359 persones. Hi havia 120 famílies de les quals 33 eren unipersonals (22 homes vivint sols i 11 dones vivint soles), 40 parelles sense fills, 40 parelles amb fills i 7 famílies monoparentals amb fills.
La població ha evolucionat segons el següent gràfic:
Habitants censats

### Habitatges

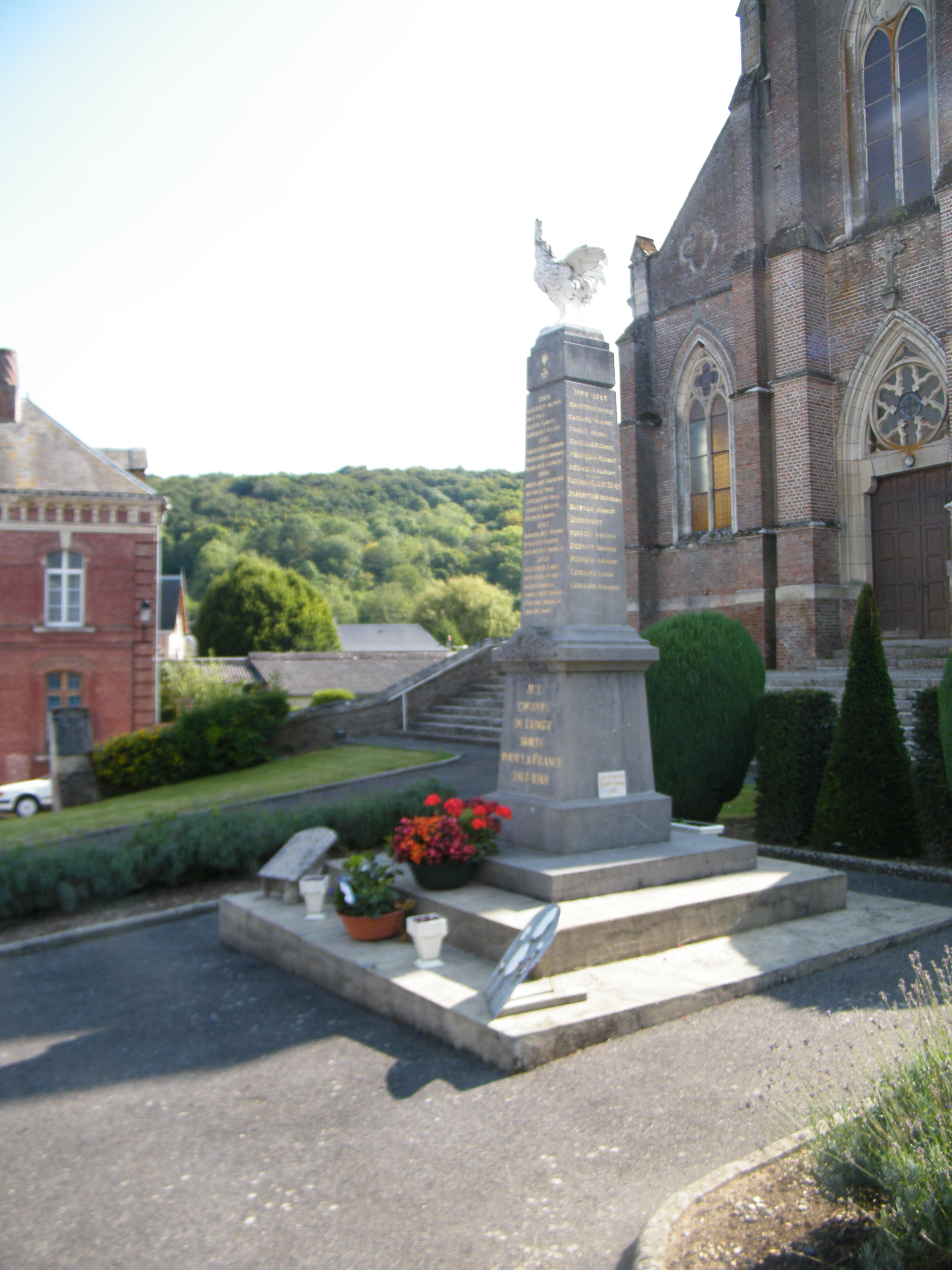

El 2007 hi havia 151 habitatges, 132 eren l'habitatge principal de la família, 12 eren segones residències i 7 estaven desocupats. 144 eren cases i 7 eren apartaments. Dels 132 habitatges principals, 96 estaven ocupats pels seus propietaris, 31 estaven llogats i ocupats pels llogaters i 5 estaven cedits a títol gratuït; 4 tenien dues cambres, 14 en tenien tres, 24 en tenien quatre i 91 en tenien cinc o més. 92 habitatges disposaven pel capbaix d'una plaça de pàrquing. A 62 habitatges hi havia un automòbil i a 44 n'hi havia dos o més.

### Piràmide de població
La piràmide de població per edats i sexe el 2009 era:
| Homes | Edats   | Dones |
| ----- | ------- | ----- |
| 0     | 95 o +  | 0     |
| 0     | 90 a 94 | 0     |
| 0     | 85 a 89 | 0     |
| 0     | 80 a 84 | 4     |
| 4     | 75 a 79 | 8     |
| 8     | 70 a 74 | 0     |
| 12    | 65 a 69 | 32    |
| 12    | 60 a 64 | 0     |
| 4     | 55 a 59 | 4     |
| 8     | 50 a 54 | 12    |
| 4     | 45 a 49 | 12    |
| 24    | 40 a 44 | 12    |
| 12    | 35 a 39 | 8     |
| 8     | 30 a 34 | 12    |
| 20    | 25 a 29 | 20    |
| 4     | 20 a 24 | 0     |
| 8     | 15 a 19 | 12    |
| 16    | 10 a 14 | 40    |
| 8     | 5 a 9   | 16    |
| 12    | 0 a 4   | 12    |

## Economia
El 2007 la població en edat de treballar era de 203 persones, 140 eren actives i 63 eren inactives. De les 140 persones actives 116 estaven ocupades (68 homes i 48 dones) i 25 estaven aturades (15 homes i 10 dones). De les 63 persones inactives 20 estaven jubilades, 14 estaven estudiant i 29 estaven classificades com a «altres inactius».

### Ingressos
El 2009 a Liomer hi havia 144 unitats fiscals que integraven 398 persones, la mediana anual d'ingressos fiscals per persona era de 13.405 €.

### Activitats econòmiques
Dels 19 establiments que hi havia el 2007, 1 era d'una empresa extractiva, 1 d'una empresa de fabricació d'altres productes industrials, 3 d'empreses de construcció, 1 d'una empresa de comerç i reparació d'automòbils, 1 d'una empresa de transport, 1 d'una empresa d'hostatgeria i restauració, 3 d'empreses de serveis i 8 d'entitats de l'administració pública.
Dels 5 establiments de servei als particulars que hi havia el 2009, 1 era una oficina de correu, 1 fusteria, 1 lampisteria, 1 electricista i 1 restaurant.

## Equipaments sanitaris i escolars
El 2009 hi havia una escola elemental.

## Poblacions més properes
El següent diagrama mostra les poblacions més properes.